# Geert Lap
Geert Lap es un ceramista neerlandés, nacido el año 1951.
Alumno del ceramista Jan van der Vaalt en la Academia Gerrit Rietveld.
Como diseñador ceramista conforma el estudio de cerámica 'Geert Lap' de A'dam, junto a Tom Tjon A Loi, diseñador de producto y Roger Cremers, artista. Fue el encargado de diseñar los zócalos que sirven de peana para la muestra de esculturas Sokkelplan de La Haya.
Sus obra está relacionada con el minimalismo por la reproducción en serie de modo similar a la música de Philip Glass y también por sus formas cortantes y superficies monocromas. De algún modo sus piezas recuerdan a las pintadas en los bodegones del italiano Giorgio Morandi.
Una de sus obras más conocidas es 99 variaciones realizada en 1993 para el Museo de Cerámica Princessehof (en neerlandés: Keramiekmuseum Princessehof).

## galería

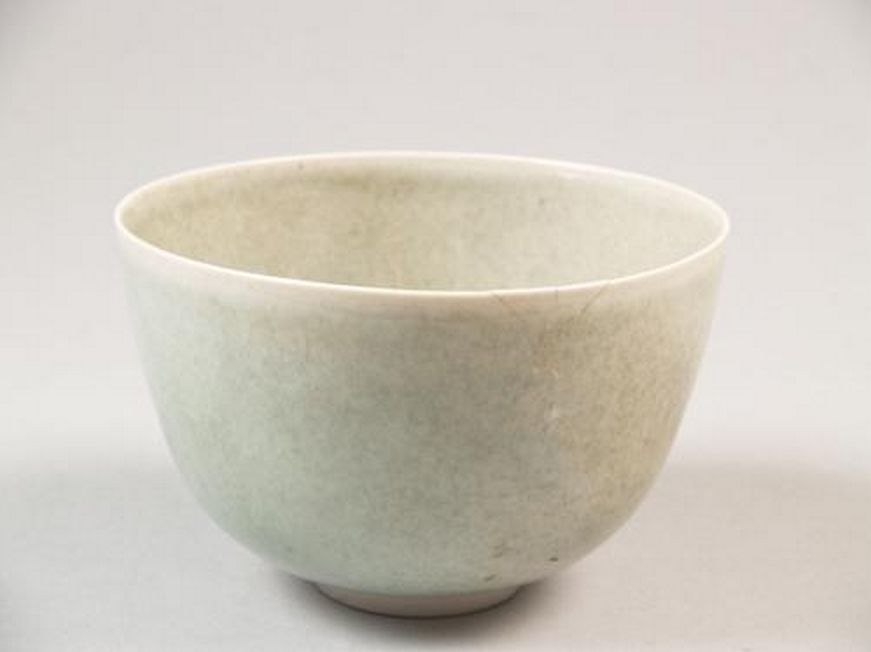
Bowl with small foot ring gray green, 1989
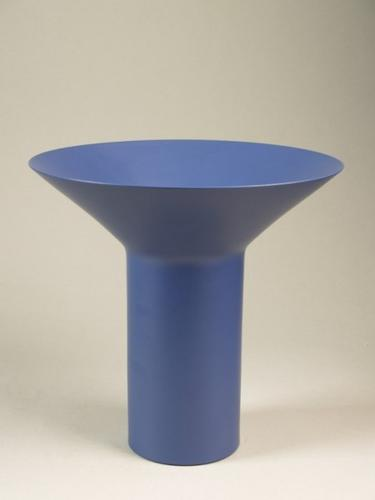
Vase with as met funnel-shaped collar, 1992
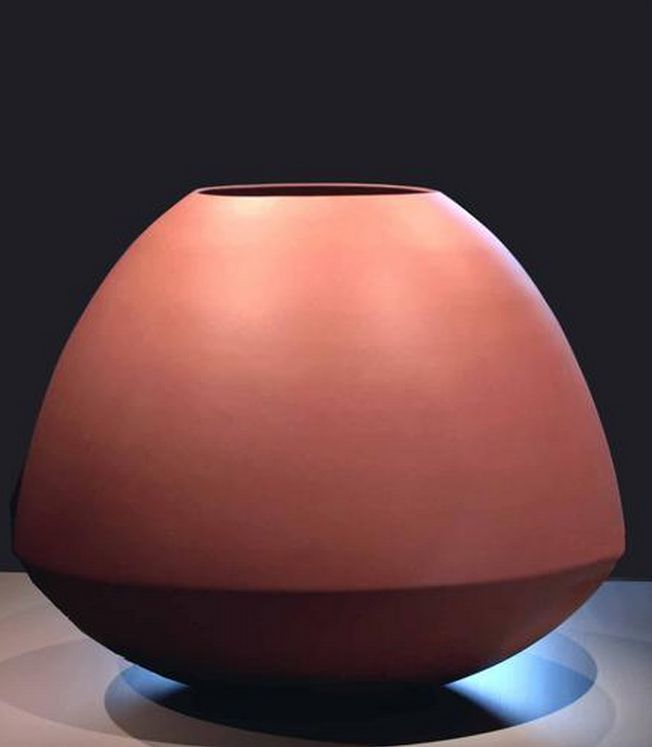
Vase in terra color with bulging belly, 1990-2000

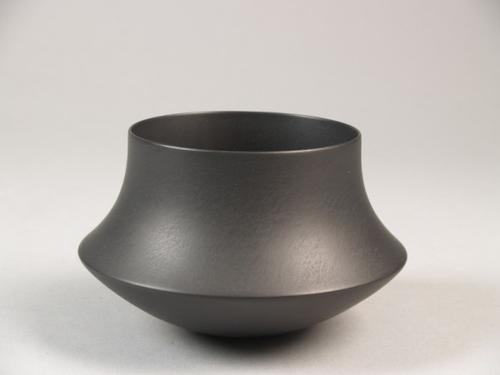
Container shape from series of 99, 1993
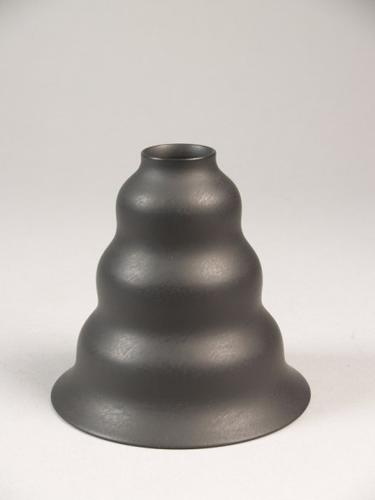
Container shape from series of 99, 1993
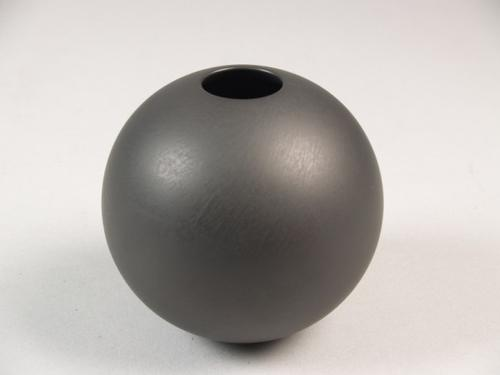
Container shape from series of 99, 1993
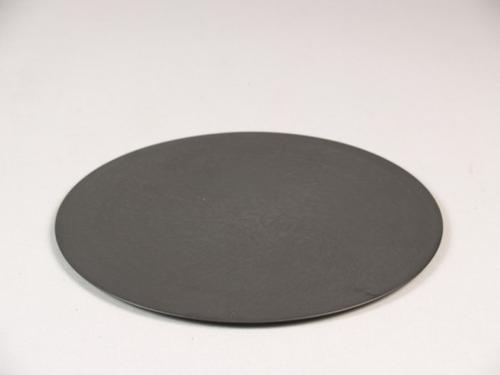
Container shape from series of 99, 1993